# 亚历克斯·布瓦韦尔-拉克鲁瓦
亚历克斯·布瓦韦尔-拉克鲁瓦（法語：Alex Boisvert-Lacroix，1987年4月8日—），加拿大男子速度滑冰运动员，2016年世界单程距离速度滑冰锦标赛男子500米铜牌得主、2020年四大洲速度滑冰锦标赛男子500米银牌得主。